# Sztereolitográfia

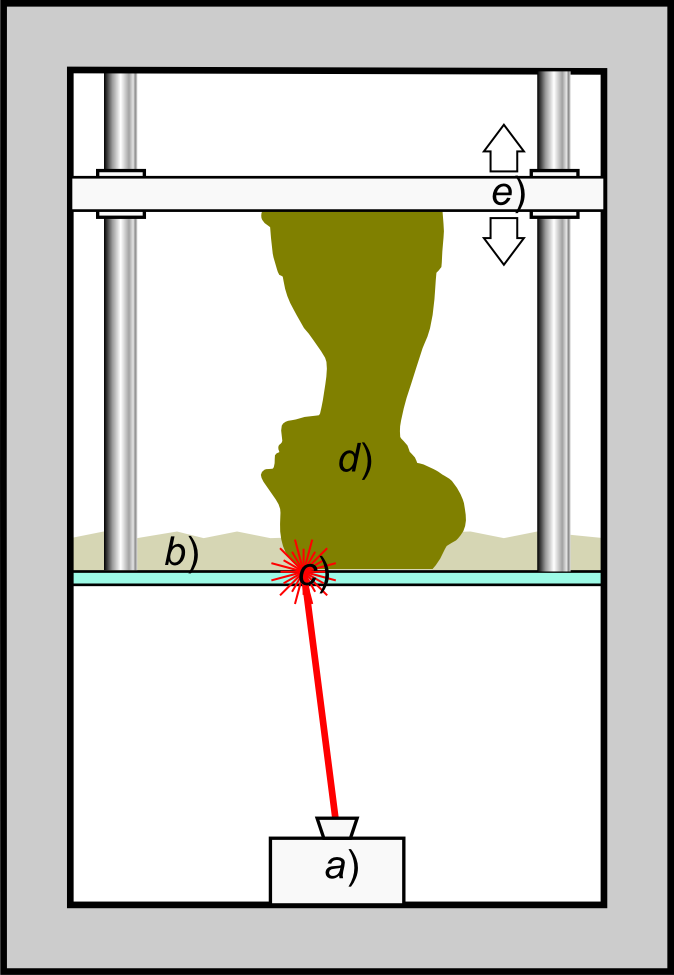
Sztereolitográfiás nyomtatása) fényforrás (lézerrel vagy DLP-vel) ez szelektíven (a kialakítandó szilárd rész alakjának megfelelően) átvilágít a tartály c) átlátszó (az ábrán világoskékkel jelölt) alján. A tartályban folyékony b) fotopolimer van. A tárgy adott vastagságú rétegekből épül fel. Amint megszilárdult a fény hatására egy réteg, a belőlük összeálló
d) kinyomtatott tárgyat egy réteg vastagságával feljebb mozgatja a készülék e) tartólapja, ezután nyomtatja a következő réteget.

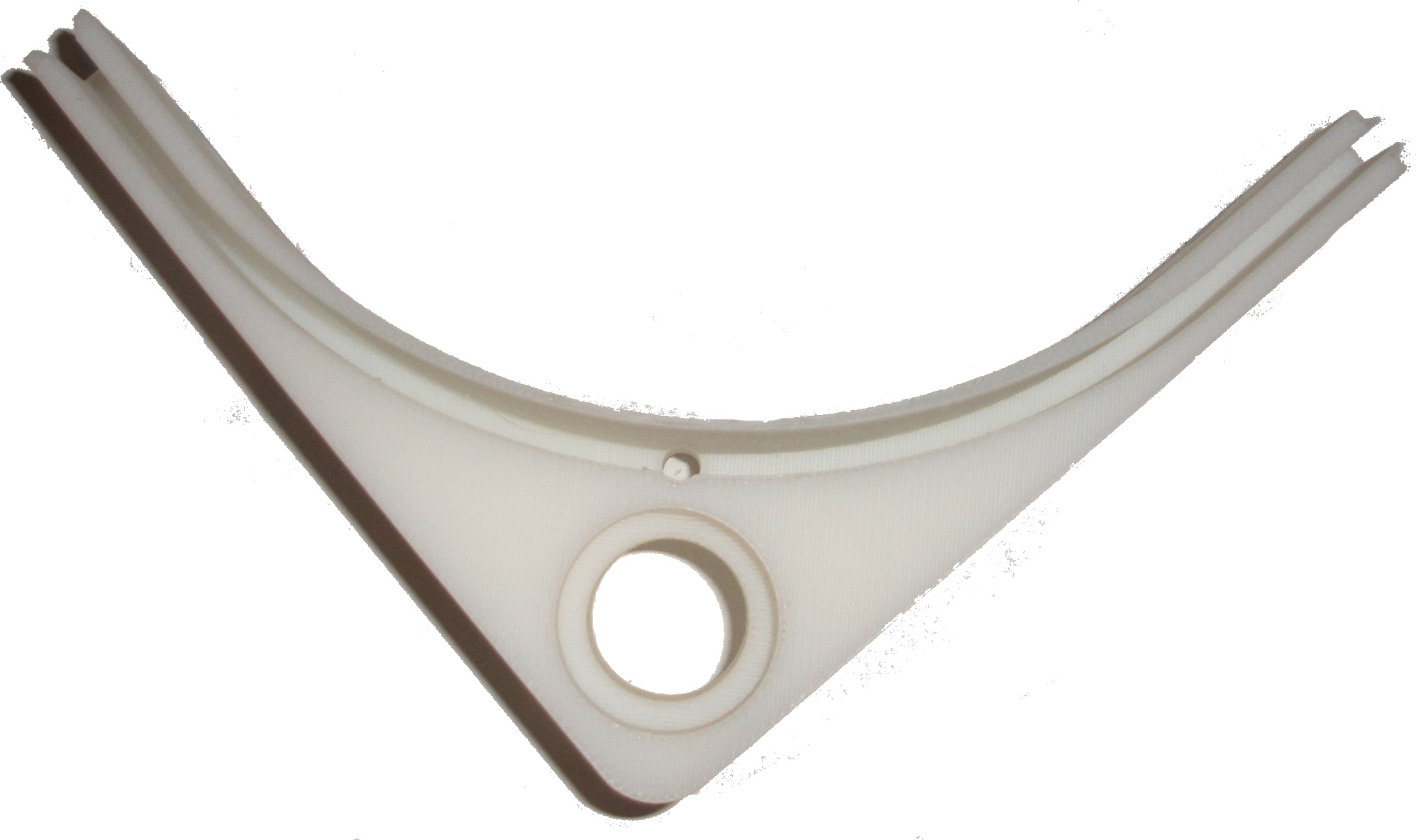
SLA gyártott alkatrész

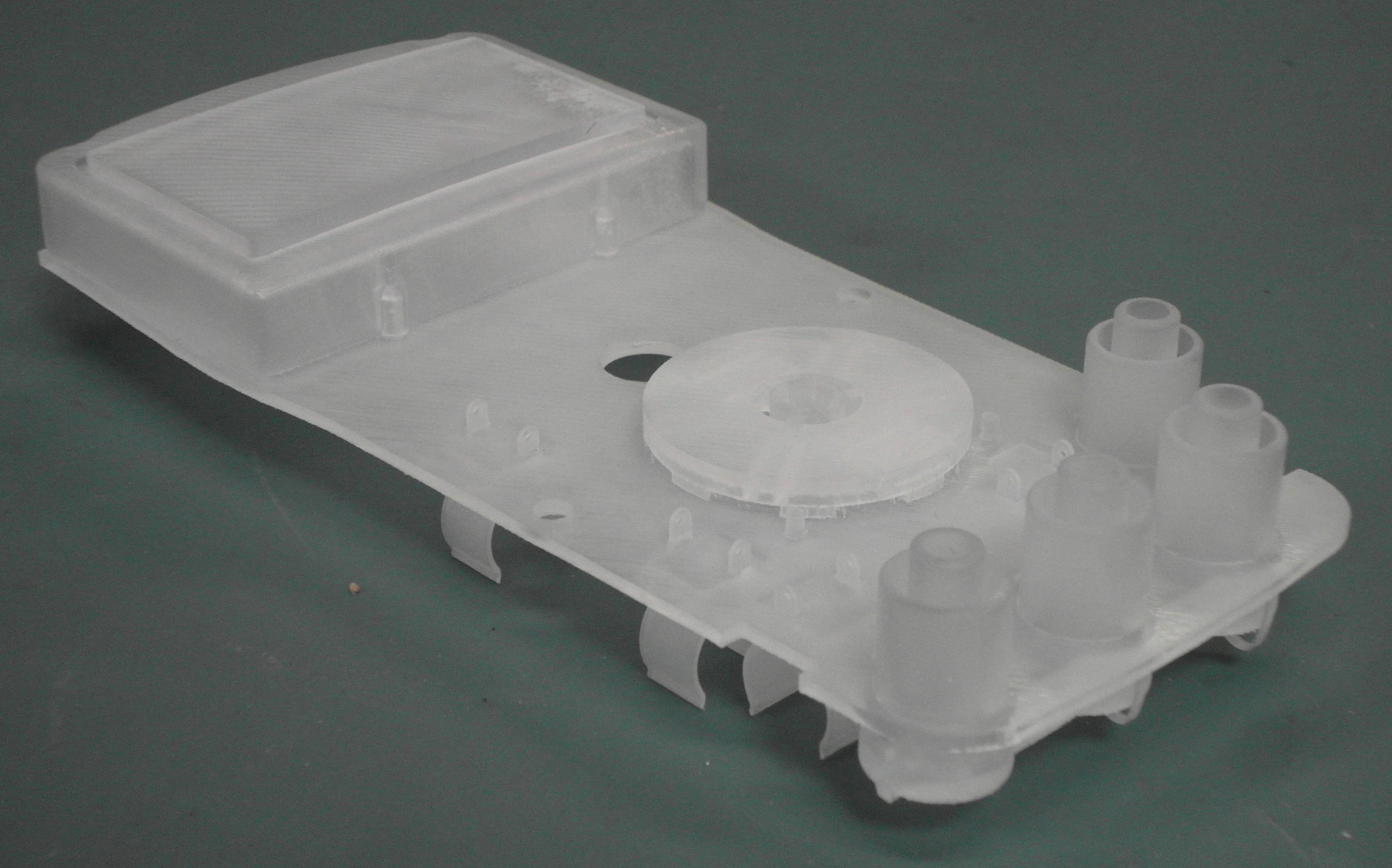
Egy fluidikai chip, SLA technikával nyomtatott modellje.

A sztereolitográfia (SLA vagy SL), más néven gyantás (resin) fotopolimerizáció a 3D nyomtatási technológia egyik formája, amelyet modellek, prototípusok, öntőformák és alkatrészek rétegenkénti létrehozására használnak. Ehhez fotokémiai eljárásokat alkalmaznak, amelyek során a fény hatására a kémiai monomerek és oligomerek térhálósodnak és belőlük polimerek keletkeznek, belőlük készül el a háromdimenziós szilárd, nyomtatott test. Ezzel a technológiával kapcsolatosan már az 1970-es években végeztek kutatásokat, de magát a kifejezést Chuck Hull 1984-ben találta ki, amikor szabadalmat kért az eljárásra, amelyet 1986-ban adtak meg. A sztereolitográfia használható prototípusok létrehozására fejlesztés alatt álló termékekhez, például orvosi modellekhez és számítógépes hardverekhez és számos más alkalmazáshoz.

## Története
A sztereolitográfia vagy "SLA" nyomtatás egy korai és széles körben használt 3D nyomtatási technológia. Az 1980-as évek elején Hideo Kodama japán kutató találta fel először a modern, réteges sztereolitográfia modern fajtáját, melyben ultraibolya fény segítségével szilárdítják meg a folyékony fotopolimereket. 1984-ben, közvetlenül azelőtt, hogy Chuck Hull benyújtotta saját szabadalmát, Alain Le Mehaute, Olivier de Witte és Jean Claude André szabadalmi igényt jegyeztetett be a sztereolitográfiai eljárásra. A francia feltalálók szabadalmi igényéről azonban a Francia General Electric Company (jelenleg Alcatel-Alsthom) és a CILAS lemondott (nem tartotta fent).
A „sztereolitográfia” (a görög "sztereo",  szilárd és litográfia összetétele) kifejezést 1984-ben Chuck Hull alkotta meg, amikor benyújtotta az eljárásra vonatkozó szabadalmát. Ezzel a módszerrel 3D objektumokat hozhatunk létre fotopolimerből, a vékony rétegek egymás utáni, ultraibolya fénnyel megszilárdított anyagából, az alsó rétegtől a felső rétegig. Hull szabadalmában egy folyékony fotopolimerrel töltött kád belsejébe fókuszált ultraibolya fénysugár szerepel, amely a fotopolimer felületére fókuszálva térhálósítással (molekulák közötti kötések létrehozása a polimerekben) hozza létre a kívánt 3D objektum minden rétegét. Eredetileg arra találta ki, hogy a mérnökök számára a megtervezett prototípusok gyors elkészítését. A szabadalom 1986-os megadása után Hull társalapítója lett a világ első 3D-nyomtató cégének, a 3D Systems-nek, amely kereskedelmi forgalomba hozta az ezen alapuló berendezéseket.
A sztereolitográfia sikeres lett az autóiparban ami lehetővé tette, hogy a 3D nyomtatás iparággá váljon és ez a technológia számos területen újabb és újabb felhasználásra talál. Ehhez az is kellett, hogy megalkossák  a sztereolitográfiai folyamatok matematikai modelljeit, az optimalizált "szeletelő" algoritmusokat illetve olyanokat, amelyek meghatározzák, hogy a megtervezett tárgy létrehozható-e 3D nyomtatással.

## Technológia
A sztereolitográfia egy additív gyártási eljárás, amely legáltalánosabb formájában úgy működik, hogy egy ultraibolya (UV) lézert egy fotopolimer gyantából álló tartályra fókuszálnak.  A számítógéppel segített gyártás vagy számítógéppel támogatott tervezés (CAM/CAD) szoftver segítségével  az UV lézerrel előre programozott mintát vagy formát rajzolnak a fotopolimer kád felületére. A fotopolimerek érzékenyek az ultraibolya fényre, ezért a gyanta fotokémiailag megszilárdul ezzel létrejön az első réteg a nyomtatni kívánt 3D objektumból. Ezután az építőplatform leenged egy réteget és újra bevonjuk a kád tetejét folyékony gyantával.  Ez a folyamat a tervezett tárgy minden egyes rétegénél megismétlődik, amíg a tárgy el nem készül. Végül, az elkészült tárgyat oldószerrel le kell mosni, hogy a felületét a rátapadt, meg nem szilárdult nedves gyantától megtisztítsák.
Lehetőség van objektumok „alulról felfelé” történő nyomtatására is, ha egy átlátszó fenekű kádat használunk, és UV lézer fényét felfelé fókuszáljuk a tartály alján keresztül.  Egy fordított sztereolitográfiai gép úgy indítja el a nyomtatást, hogy leengedi az építőplatformot, hogy megérintse a gyantával töltött kád alját, majd egy réteg magasságában felfelé mozog. Az UV lézer ezután az átlátszó kád fenekén keresztül írja a nyomtatni kívánt tárgy legalsó rétegét. Ezután a kádat "megrázzuk", meghajlítva és leválasztjuk a kád alját a megkeményedett fotopolimerről. Ilyenkor a megkeményedett anyag leválik a kád aljáról, de továbbra is a felemelkedő építőplatformhoz tapadva marad, a szélein pedig új folyékony fotopolimer áramlik be, feltöltve a kád alját. Az UV-lézer ezután megírja a tárgy alulról számolva második rétegét és megismétli a folyamatot. Ennek az alulról felfelé irányuló nyomtatási módnak az az előnye, hogy a nyomtatott tárgy térfogata sokkal nagyobb lehet, mint maga a kád. Csak annyi fotopolimerre van szükség, hogy az építőkád alja folyamatosan , legalább egy rétegnyi vastagságban fedve legyen vele. Ez a mód az asztali SLA nyomtatókra jellemző, míg az első ábrán bemutatott  jobb oldallal felfelé megközelítés az ipari rendszerekben gyakoribb.
A sztereolitográfia olyan tartószerkezetek használatát igényli, amelyek a felvonóplatformhoz kapcsolódnak, hogy megakadályozzák a gravitáció miatti elhajlást, ellenálljanak a gyantával töltött penge oldalirányú nyomásának, vagy megtartsák az újonnan létrehozott szakaszokat az alulról felfelé történő nyomtatás "kádlengése" során. A támaszok általában automatikusan létrehozza a CAD modellező programja, de igény szerinta felhasználó maga is beilleszthet belőlük. Mindkét nyomtatási mód esetben a támasztékokat kézzel kell eltávolítani a nyomtatás után.
A sztereolitográfia más formáiban minden réteget LCD maszkolással vagy DLP projektor használatával építenek fel.Ezekben az esetekben nem azzal oldják meg hogy a rétegnek csak az a része keményedjen meg, hogy arra a pontra irányítják a megvilágító fényt (szkennelve, pontról pontra, sorról sorra haladva) hanem egy olyan mintázatot vetítenek a resinbe, ami megfelel a tárgy éppen kinyomtatandó szeletének, ami így egy lépésben és nem pontonként készül el.

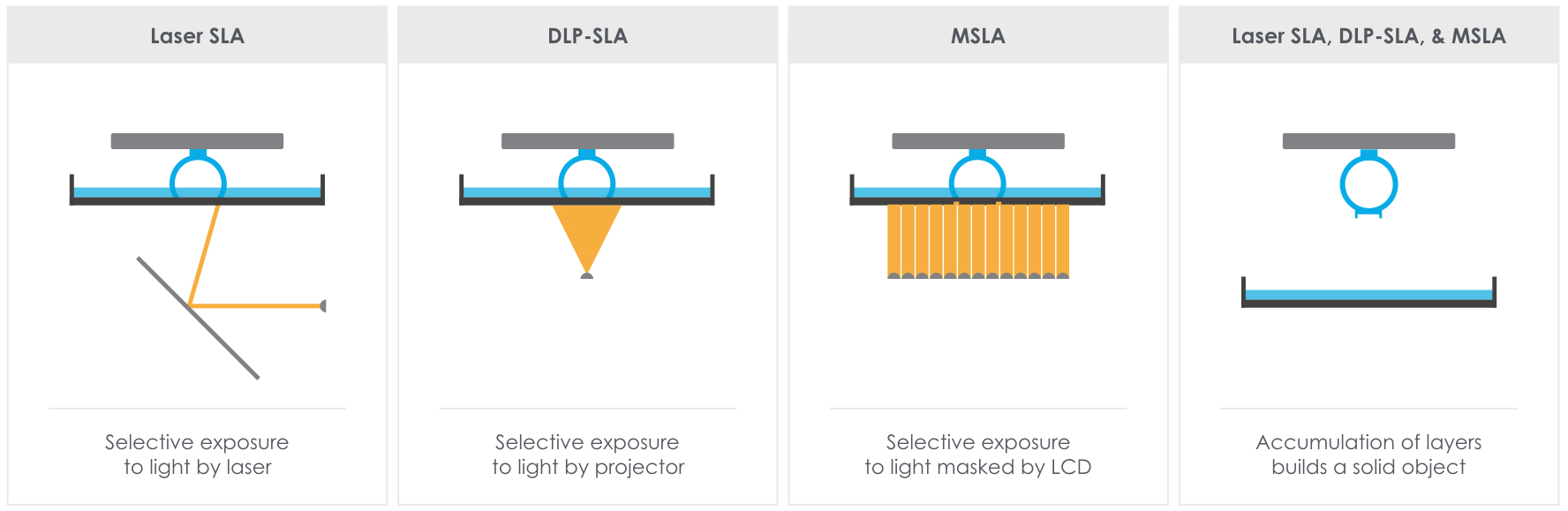
Laser SLA: Szelektív megvilágítás a réteg megfelelő pontjára irányított fókuszált lézernyalábbalDLP-SLA: A réteg megfelelő részeinek megvilágítása projektorral.
MSLA: A réteg megfelelő részeinek megvilágítása LCD panelen (maszk) keresztül.Laser SLA, DLP-SLA, MSLA: Az összes módnál, miután az egymás után következő, összes réteg megfelelő részeit megvilágították, az ezekből kialakuló tárgyat kiemelik a resin-ből.

Az SLA nyomtatáshoz használt folyékony anyagokat általában "gyantáknak" (resin) nevezik, ezek UV-re keményedő polimerek. A gyanták széles választéka kapható a kereskedelemben, így saját, házilag összeállított keverékükkel is dolgozhatunk. A kinyomtatott tárgy anyaga a felhasznált alapanyagoktól függően többféle lehet, a következő kategóriákba sorolhatók: 
- Szabványos gyanták, általános prototípuskészítéshez
- Műszaki gyanták speciális mechanikai és termikus tulajdonságokhoz
- Fogászati és orvosi gyanták, biokompatibilitási tanúsítványokhoz
- Önthető gyanták, elégés utáni nulla hamutartalommal
- Bioanyag gyanták, amelyeket szintetikus polimerek, például polietilénglikol, vagy biológiai polimerek, például zselatin, dextrán vagy hialuronsav vizes oldataiként állítanak elő.

## Felhasználások

### Orvosi modellek készítése

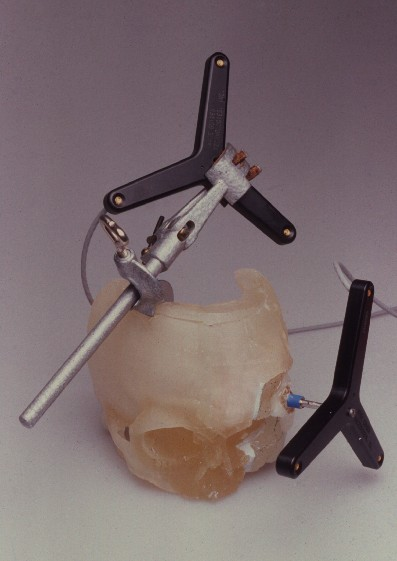
Ssztereolitográfiával kinyomtatott koponyamásolat

A sztereolitográfiai modelleket az 1990-es évek óta használják az orvostudományban, számítógépesen, CT, MRI vagy más, pontos, térbeli szkennelés után, a páciens különböző anatómiai régióinak pontos 3D modelljeinek létrehozására. A képalkotó eljárások eredményeképpen az adott emberi testrész keresztmetszeti képeinek sorozatát kapják. Ezeken a képeken a különböző szövetek különböző szürkeségi szintekként jelennek meg. A szürke értékek egy adott szürkeségi tartományt kiválasztva lehetővé válik az egyes szövettípusok behatárolása. Ezután kiválasztva egy vizsgálandó területet, megkeresi az azonos szürkeségi tartományba eső összes képpontot. Igy kiválaszthatunk egy adott szervet. Ezt a folyamatot szegmentációnak nevezik. A szegmentált adatok ezután átalakíthatók a sztereolitográfiához szükséget formátumba. Míg a 3D nyomtatás általában pontos, az orvosi modell pontossága számos tényezőtől függ, különösen attól, hogy megfelelő lett-e a szegmentálás. Az ebből adódó hibák azonban, elegendő gyakorlattal rendelkező, jól képzett kezelőkkel elkerülhetők.
A sztereolitográfiai modellek a diagnózis, a műtét előtti tervezést és az implantátumok tervezését és gyártását segítik. Ezzel a technológiával készített modelleket használnak a személyre szabott implantátumok tervezéséhez és gyártásához, például a sztereolitográfia segítségével létrehozott orvosi modellek segíthetnek a koponyaplasztikai lemezek megtervezésében.
2019-ben a Rice Egyetem tudósai a Science folyóiratban megjelent cikkükben bemutattak biológiai kutatási alkalmazásokban használható, sztereolitográfiai, lágy hidrogél anyagokat.

### Prototípuskészítés
A sztereolitográfiát gyakran használják az alkatrészek prototípusának elkészítéséhez. Így, viszonylag alacsony áron pontos prototípusokat készíthetők, még szabálytalan alakúak is. Ezek a 3D nyomtatással készült termékek alkalmasak termékek rototípusainaka elkészítésére, vagy a végtermék reklámozására.

## Előnyök és hátrányok

### Előnyök
A sztereolitográfia egyik előnye a gyorsaság; a működő, felhasználható alkatrészek egy napon belül legyárthatók. Egy alkatrész előállításához szükséges idő a tervezés összetettségétől és a mérettől függ, a nyomtatási idő (nagy méretek esetén) akár egy napig is eltarthat. Az SLA módszerrel nyomtatott alkatrészek, ellentétben az FFF/FDM- el előállítottakkal, nem mutatnak jelentős anizotrópiát és nincs a felületükön nem tervezett mintázatuk sem. A felületük minősége általában kiváló. A sztereolitográfiával készült prototípusok kellően erősek és szilárdak az utólagos gépi megmunkáláshoz. Ezzel az eljárással fröccsöntéshez, vagy különféle fémöntési eljárásokhoz mestermintákat is készíthetnek.

### Hátrányok
A nyomtatáshoz használt fotopolimerek ragadósak, szennyezést okozhatnak, ezért óvatosan kell bánni velük. Az újonnan készített alkatrészeket le kell mosni (eltávolítani a felületükön maradt, meg nem keményedett fotopolimert), majd tovább kell keményíteni és szárítani. Általában az SLA-technológiák nem hoztak létre biológiailag lebomló vagy komposztálható gyantaformákat, míg más 3D nyomtatási módszerek komposztálható (például PLA) anyagok használatára is lehetőséget adnak. Az anyagok választéka viszonylag korlátozott az FFF-hez képest, amely gyakorlatilag bármilyen hőre lágyuló műanyagot képes felhasználni.

## Fordítás
Ez a szócikk részben vagy egészben  a   Stereolithography című angol Wikipédia-szócikk ezen változatának fordításán alapul.  Az eredeti cikk szerkesztőit annak laptörténete sorolja fel. Ez a jelzés csupán a megfogalmazás eredetét és a szerzői jogokat jelzi, nem szolgál a cikkben szereplő információk forrásmegjelöléseként.

## Külső hivatkozás
- Gyors prototípuskészítés és sztereolitográfia animáció – Az animáció bemutatja a sztereolitográfiát és egy SL-gép működését.